# Xysticus bifasciatus
Xysticus bifasciatus là một loài nhện trong họ Thomisidae.
Loài này thuộc chi Xysticus. De steppestruikkrabspin được Carl Ludwig Koch miêu tả năm 1837.